# Грич-при-Требнєм
Грич-при-Требнєм (словен. Grič pri Trebnjem) — поселення в общині Требнє, регіон Південно-Східна Словенія, Словенія.